# Beuvron-en-Auge
Beuvron-en-Auge – miejscowość i gmina we Francji, w regionie Normandia, w departamencie Calvados.
Według danych na rok 1990 gminę zamieszkiwały 274 osoby, a gęstość zaludnienia wynosiła 28 osób/km² (wśród 1815 gmin Dolnej Normandii Beuvron-en-Auge plasuje się na 618. miejscu pod względem liczby ludności, natomiast pod względem powierzchni na miejscu 520).